# 雷利斯克區

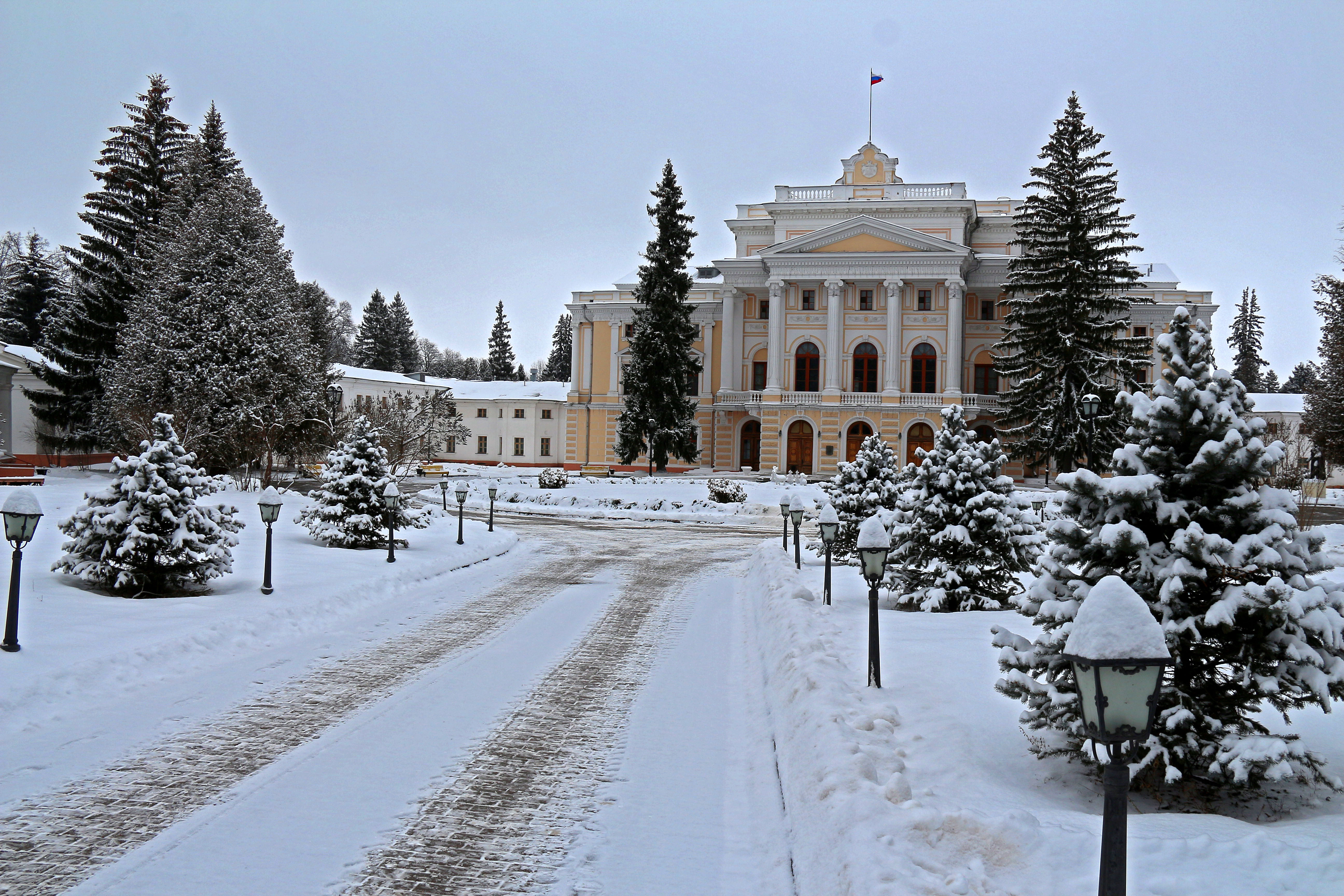

51°34′N 34°41′E / 51.567°N 34.683°E
雷利斯克區（俄语：Рыльский район），是俄羅斯的一個區，位於該國西部，由庫爾斯克州負責管轄，面積1,505.02平方公里，2010年人口33,158，人口密度每平方公里22.03人。行政中心为雷利斯克。